# Hiroshi Kato
Hiroshi Kato (født 29. januar 1951) er en tidligere japansk fodboldspiller og træner.
Han har tidligere trænet Vissel Kobe.